# Дітрамсцель
Дітрамсцель (нім. Dietramszell) — громада в Німеччині, розташована в землі Баварія. Підпорядковується адміністративному округу Верхня Баварія. Входить до складу району Бад-Тельц-Вольфратсгаузен.
Площа — 96,78 км2. Населення становить 5629 ос. (станом на 31 грудня 2020).